# شبح مصاص الدماء (فلم)
شبح مصاص الدماء (بالإنجليزية: Shadow of the Vampire) فيلم كوميديا رعب أمريكي صدر سنة 2000، من إخراج إدموند إلايس مهيج وتأليف ستيفن كاتز ومن بطولة كل من جون مالكوفيتش وويليم دافو.

## روابط خارجية
- مقالات تستعمل روابط فنية بلا صلة مع ويكي بيانات